# オストロ (駆逐艦)

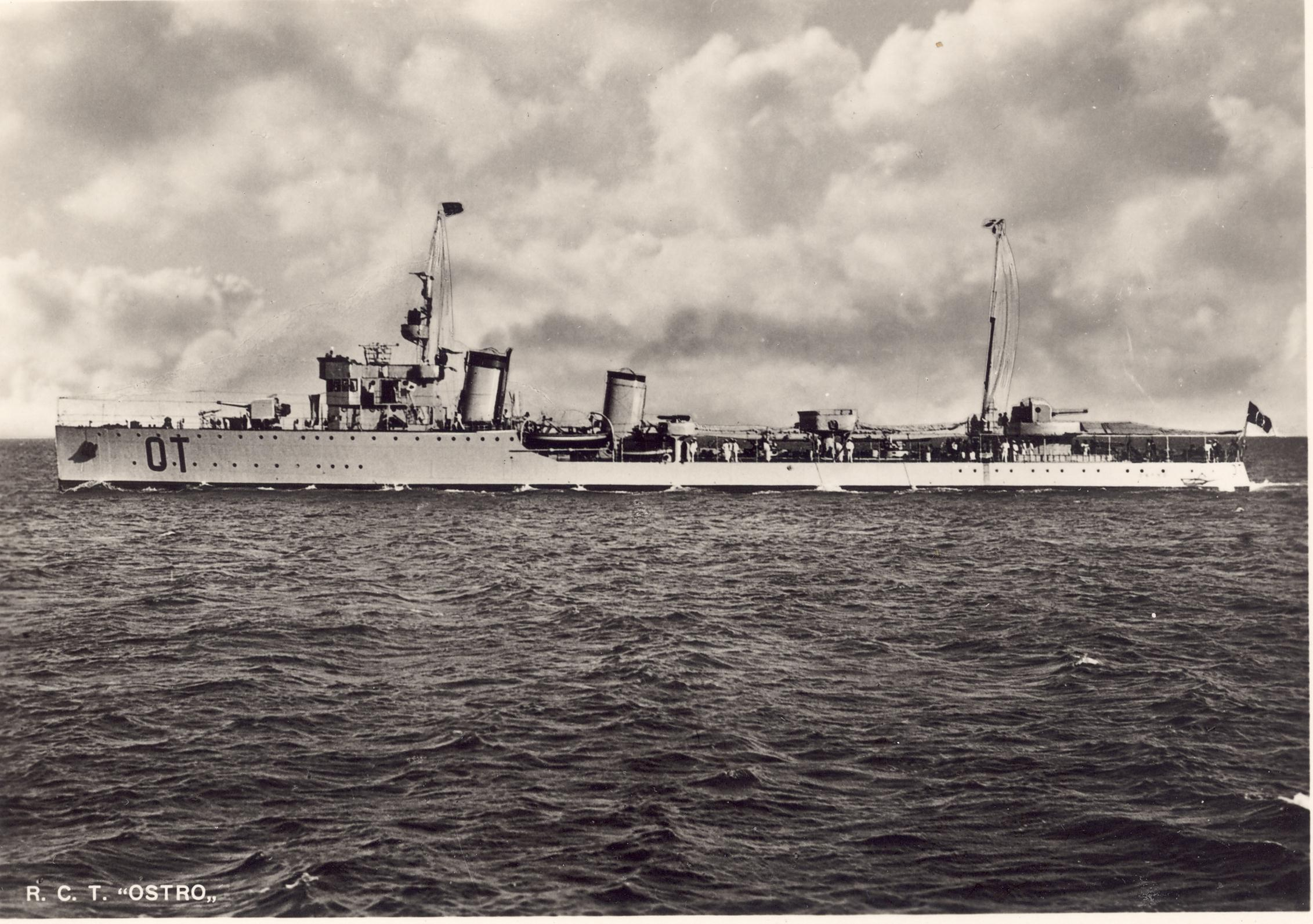
オストロ

オストロ (Ostro) はイタリア海軍の駆逐艦。トゥルビネ級。

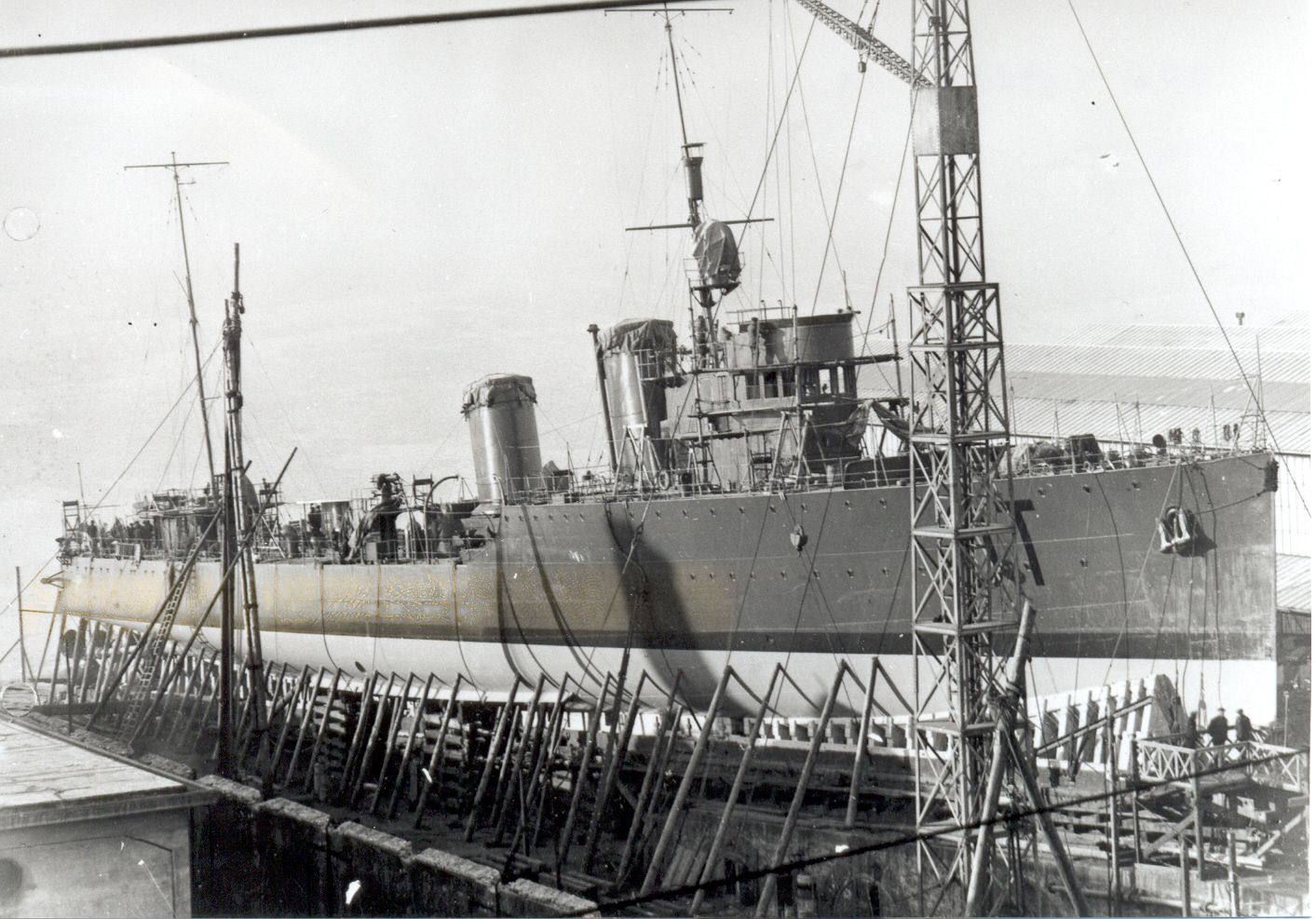
進水するオストロ

## 艦歴
ジェノバのアンサルド社で建造。1925年4月29日起工、1928年1月2日に進水し、1928年6月9日に竣工。1928年10月9日に就役した。
「オストロ」は駆逐艦「エスペロ」、「ゼフィーロ」、「ボレア」とともにラ・スペツィアを基地とするI Destroyer Flotillaの1st Squadronに編入された。1931年、「オストロ」は「トゥルビネ」、「アキローネ」、「ボレア」、「ダニエーレ・マニン」、「ジョヴァンニ・ニコテラ」、「パンテーラ」とともにII Naval Divisionの1st Destroyer Flotillaを編成。1934年には「オストロ」は「エスペロ」、「ゼフィーロ」、「ボレア」とともにII Naval Divisionの4th Destroyer Squadronを編成した。

### スペイン内戦
1936年にスペインで内戦が始まると、イタリアとドイツはフランコ将軍のナショナリスト側を、ソ連は共和国側を支援した。内戦の最初の年はソ連はスペイン北部、フランスとの国境近くのビルバオやサンタンデールの港を使用した。だが、それらが1937年夏に陥落すると、ソ連は支援継続のためには地中海側の港を使用せざるを得なくなった。イタリアとドイツは1937年初めには地中海へ潜水艦を展開させ共和国側の海上交通の阻害を図ったが、あまり効果は上がらなかった。1937年8月3日、フランコはオデッサを出発したソ連の大規模船団のイタリア艦隊による阻止をムッソリーニに求めた。ムッソリーニはフランコの要求を受け入れ、軽巡洋艦「アルマンド・ディアス」、「ルイージ・カドルナ」、「オストロ」など駆逐艦8隻および水雷艇8隻による封鎖が実行に移され、それらはシチリア海峡やメッシーナ海峡周辺に展開した。 
1937年8月13日、ビゼルト沖、リノーザ島のすぐ北で「オストロ」（艦長Teodorico Capone）は空荷でカルタヘナからオデッサへ向かうスペイン船「Conde de Abásolo」を発見し攻撃した。20時43分にスペイン船に魚雷が命中し、パンテッレリーア島沖の北緯36度13分 東経12度52分 / 北緯36.217度 東経12.867度で沈没した。その乗員は23名がイギリス船「City of Wellington」に救助された。
1937年8月30日16時ごろ、哨戒中の「オストロ」と「トゥルビネ」はソ連船「Timiryazev」を発見、日没まで追跡し21時ごろにトゥルビネが魚雷を2本、オストロが1本発射した。ソ連船には魚雷2本が命中し、アルジェの東約74マイルの北緯36度57分 東経03度58分 / 北緯36.950度 東経3.967度で沈没した。生存者29名を乗せた救命ボート2隻が現地の漁船に曳航されて岸にたどり着いた。このソ連船は封鎖突破船 ではなく、石炭を積んでカーディフからポートサイドへ向かっていた。
9月3日、「オストロ」は拿捕された共和国側の貨物船「Mar Negro」をカリャリからスパルティヴェント岬まで護送した。そこで「Mar Negro」はナショナリスト側の仮装巡洋艦「Jaime I」に引き渡されパルマ・デ・マヨルカへ送られた。
1937年9月にイギリスとフランスが潜水艦の跳梁に対抗するためスペイン周辺への哨戒区域設定に合意すると、イタリア軍の作戦は中止に追い込まれた。

### 第二次世界大戦
1940年6月のイタリアの第二次世界大戦参戦時、「オストロ」は「エスペロ」、「ゼフィーロ」、「ボレア」とともに2nd Destroyer Squadronを編成していた。
1940年6月27日、「オストロ」とエスペロ、ゼフィーロはタラントから出撃し、北アフリカへ対空砲10門、弾薬120トン、人員162名を輸送する任務についた。6月28日、3隻はマタパン岬西南西沖でイギリス第7巡洋艦戦隊（軽巡洋艦「オライオン」、「ネプチューン」、「シドニー」、「リヴァプール」、「グラスゴー」）の攻撃を受け、「エスペロ」が撃沈されたが「オストロ」と「ゼフィーロ」は逃走に成功。「オストロ」と「ゼフィーロ」は6月29日にベンガジに着いた。
1940年7月5日、トゥルビネ級駆逐艦7隻すべては水雷艇4隻や貨物船6隻などとともにトブルク港に停泊していた。この日、シディ・バラニに進出していたイギリス艦隊航空隊第813飛行隊のフェアリー ソードフィッシュ雷撃機9機がトブルク港を攻撃し、駆逐艦「ゼフィーロ」が沈没するなど、合計5隻が沈没または損傷する損害が出た。

#### 沈没
1940年7月19日、イギリス軍はスパダ岬沖海戦で損傷した軽巡洋艦「ジョヴァンニ・デレ・バンデ・ネーレ」がトブルクにいるものと考え、新たな攻撃を行うことを決定した。「オストロ」は駆逐艦「ネンボ」や「アキローネ」とともに7月5日と同じ位置に停泊していた。17時ごろ、イギリス空軍第55飛行隊と第211飛行隊のブリストル ブレニム爆撃機12機が港の北部を爆撃し、対空砲台や港湾施設に若干の損害を与えた。18時56分、イギリス戦艦「ウォースパイト」から発進した水上機1機が戦果確認のために現れた。この機は対空砲により撃墜された。22時30分ごろ第824海軍航空隊のフェアリー ソードフィッシュ雷撃機6機がトブルク上空に現れ、激しい対空砲火に迎えられた。雷撃機は7月20日1時30分ごろまでには目標を識別し、攻撃態勢をとった。1時32分に汽船「Sereno：が船尾に被雷し、沈み始めた。1時34分、「オストロ」の後部弾薬庫にS. F. Fullmore機から発射された魚雷が命中し、「オストロ」は炎上して10分で沈没した。さらに、1時37分には「ネンボ」が被雷し、沈没した。イギリス側は、1機が帰路イタリア支配地域に不時着した。
「オストロ」では42名が死亡または行方不明となり、艦長Zarpellonなど20名が負傷した。
後に、「オストロ」と「ネンボ」の砲はバルディアの防衛強化に使われた。